# دالي سيتي (كاليفورنيا)
دالي سيتي (بالإنجليزية: Daly City)‏ هي إحدى مدن مقاطعة سان ماتيو، كاليفورنيا. تم إعطاءها لقب مدينة في 22 مارس، 1911.

## توأمة
لدالي سيتي (كاليفورنيا) اتفاقيات توأمة مع:
- كيزون

## أعلام
- توني وليامز
- بوبي فريمان
- مايك سولاري
- سام روكويل
- جيم بلاك